# Kevin Pangos
Kevin Joseph Pangos (Denison, 26 gennaio 1993) è un cestista canadese con cittadinanza slovena.

## Biografia
Nato in Canada, ha origini slovene.

## Carriera
Il 27 luglio 2022 viene annunciato il suo accordo biennale con l'Olimpia Milano..
Con il Canada ha disputato i Campionati mondiali del 2019.
Il 30 dicembre 2023 rescinde con l'Olimpia Milano e firma fino al 30 giugno 2024 con possibilità di prolungamento fino al 30 giugno 2025, con il Valencia Basket.
Ad agosto 2024 firma un contratto con il Napoli Basket.

## Statistiche

### College
| Anno      | Squadra          | PG  | PT  | MP   | TC%  | 3P%  | TL%  | RP  | AP  | PRP | SP  | PP   |
| --------- | ---------------- | --- | --- | ---- | ---- | ---- | ---- | --- | --- | --- | --- | ---- |
| 2011-2012 | Gonzaga Bulldogs | 33  | 31  | 31,6 | 43,1 | 40,1 | 85,1 | 2,7 | 3,4 | 1,2 | 0,1 | 13,6 |
| 2012-2013 | Gonzaga Bulldogs | 35  | 35  | 32,2 | 42,6 | 41,7 | 80,7 | 2,7 | 3,3 | 1,5 | 0,0 | 11,9 |
| 2013-2014 | Gonzaga Bulldogs | 36  | 36  | 34,4 | 43,0 | 41,2 | 87,3 | 3,3 | 3,6 | 1,0 | 0,0 | 14,4 |
| 2014-2015 | Gonzaga Bulldogs | 38  | 38  | 33,6 | 44,9 | 43,1 | 82,4 | 2,7 | 4,8 | 1,3 | 0,1 | 11,6 |
| Carriera  | Carriera         | 142 | 140 | 33,0 | 43,3 | 41,5 | 84,3 | 2,8 | 3,8 | 1,2 | 0,0 | 12,8 |

### NBA

#### Regular Season
| Anno      | Squadra             | PG | PT | MP  | TC%  | 3P%  | TL%  | RP  | AP  | PRP | SP  | PP  |
| --------- | ------------------- | -- | -- | --- | ---- | ---- | ---- | --- | --- | --- | --- | --- |
| 2021-2022 | Cleveland Cavaliers | 24 | 3  | 6,9 | 32,6 | 23,1 | 75,0 | 0,5 | 1,3 | 0,1 | 0,0 | 1,6 |
| Carriera  | Carriera            | 24 | 3  | 6,9 | 32,6 | 23,1 | 75,0 | 0,5 | 1,3 | 0,1 | 0,0 | 1,6 |

### Eurolega
| Anno      | Squadra              | PG  | PT  | MP   | TC%  | 3P%  | TL%  | RP  | AP  | PRP | SP  | PP   |
| --------- | -------------------- | --- | --- | ---- | ---- | ---- | ---- | --- | --- | --- | --- | ---- |
| 2016-2017 | Žalgiris Kaunas      | 30  | 30  | 20,8 | 38,1 | 45,7 | 86,2 | 1,8 | 3,2 | 0,9 | 0,0 | 8,7  |
| 2017-2018 | Žalgiris Kaunas      | 36  | 36  | 27,5 | 48,3 | 47,5 | 75,4 | 2,7 | 5,9 | 0,7 | 0,1 | 12,7 |
| 2018-2019 | Barcellona           | 35  | 16  | 20,3 | 38,6 | 31,7 | 74,1 | 1,1 | 3,2 | 0,4 | 0,0 | 7,0  |
| 2020-2021 | Zenit S. Pietroburgo | 39  | 39  | 29,0 | 44,9 | 39,0 | 84,5 | 2,0 | 6,7 | 0,7 | 0,0 | 13,5 |
| 2022-2023 | Olimpia Milano       | 16  | 11  | 25,1 | 37,3 | 30,3 | 75,0 | 2,3 | 3,4 | 0,6 | 0,0 | 8,9  |
| 2023-2024 | Olimpia Milano       | 5   | 3   | 24,6 | 37,1 | 30,0 | 100  | 1,8 | 3,0 | 0,4 | 0,0 | 7,2  |
| 2023-2024 | Valencia             | 12  | 4   | 13,6 | 22,6 | 20,0 | 100  | 0,8 | 2,3 | 0,3 | 0,0 | 1,9  |
| Carriera  | Carriera             | 173 | 139 | 24,0 | 42,2 | 39,2 | 80,2 | 1,9 | 4,5 | 0,6 | 0,0 | 9,8  |

## Palmarès

### Squadra
- Campionato lituano: 2

Žalgiris Kaunas: 2016-17, 2017-18
- Coppa di Lituania: 2

Žalgiris Kaunas: 2017, 2018
- Copa del Rey: 1

Barcellona: 2019
- Liga catalana: 1

Barcellona: 2019
- Campionato italiano: 1

Olimpia Milano: 2022-2023

### Individuale
- All-Eurocup Second Team: 1

Gran Canaria: 2015-16
- All-Euroleague Second Team: 1

Žalgiris Kaunas: 2017-18
- All-Euroleague First Team: 1

Zenit San Pietroburgo: 2020-21